# Wołczansk
Wołczansk (ros. Волчанск) – miasto w Rosji, w obwodzie swierdłowskim.
Miasto znane wśród miłośników transportu szynowego jako najmniejsze w Rosji, które posiada własną linię tramwajową. Kursuje na niej jeden tramwaj co godzinę, a cały tabor liczy 5 sztuk. Tory i sieć trakcyjna są w złym stanie technicznym.